# Vic-Fezensac
Vic-Fezensac este o comună în departamentul Gers din sudul Franței. În 2009 avea o populație de 3.637 de locuitori.

## Evoluția populației
| An        | 1975  | 1982  | 1990  | 1999  | 2006  | 2009  |
| --------- | ----- | ----- | ----- | ----- | ----- | ----- |
| Populație | 4.111 | 3.978 | 3.683 | 3.614 | 3.592 | 3.637 |

## Personalități născute aici
- Jean Castex (n. 1965), politician, premier începând cu 2020.